# 47 Meters Down: Uncaged
47 Meters Down: Uncaged ist ein US-amerikanisch-britischer Tierhorrorfilm aus dem Jahr 2019. Er ist die Fortsetzung von 47 Meters Down aus dem Jahr 2016, hat aber weder in der Handlung noch in der Besetzung Verbindungen dazu. Der Film handelt von vier Teenagern, die in Ruinen einer alten Maya-Stadt tauchen und dort Weißen Haien begegnen.

## Handlung
Die Teenagerin Mia und ihre Stiefschwester Sasha besuchen nach dem Umzug der Familie eine neue Schule. Die Mitschülerin Catherine stößt die schüchterne Mia in den Pool des Campus, während Sasha dabei steht. Als die gemobbte Schülerin mit nasser Kleidung nach Hause kommt, spricht die Familie darüber, dass die beiden Mädchen etwas gemeinsam unternehmen sollen. Mias Vater Grant, der als Meeresforscher arbeitet, plant für sie eine Fahrt auf einem Boot, bei dem sie Weiße Haie beobachten können, und gibt seiner Tochter den Zahn eines solchen Hais, den er bei der Arbeit gefunden hat.
Als die Stiefschwestern am Boot ankommen, begegnen sie dort Catherine und deren Freunden. Sashas Freundinnen Alexa und Nicole fahren im Auto vor und überreden Mia und Sasha, mit ihnen einen geheimen Ort aufzusuchen. Dabei handelt es sich um eine versteckte Lagune. Die Mädchen springen ins Wasser und haben Spaß. Alexa erklärt den anderen, dass die Lagune der Eingang zu einer untergegangenen Stadt der Maya ist. Dort arbeitet Grant mit seinen Assistenten Carl und Ben, wobei Letzterer Alexas Freund ist. Die vier Mädchen finden Taucherausrüstungen, und Nicole überzeugt die anderen, eine Runde durch die unterirdischen Ruinen zu tauchen.
Durch einen Tunnel gelangen sie in einen Raum mit einem Opferaltar und steinernen Statuen. Als sie einem Tetra-Fisch begegnen, stößt Nicole eine Säule um und verursacht in der Staubwolke eine Panik. Dabei begegnen Mia und Alexa dem überraschten Ben, der plötzlich von einem weißen Hai verschlungen wird. Die vier Mädchen finden wieder zueinander und versuchen durch den Tunnel, aus dem sie gekommen sind, zu fliehen. Da der Hai jedoch gegen die Wände stößt, bricht der Tunnel zusammen. Nachdem sie zu dem Schluss gekommen sind, dass der Hai wohl genauso blind ist wie der Tetra-Fisch, entscheiden sich die Taucherinnen dafür, die von Ben fallengelassene Führungsleine zu nutzen. Eng beieinander tauchen sie durch die Ruinen, bis die Schnur plötzlich in einem Raum voller Schädel endet.
Trotzdem suchen sie weiter nach einem Ausgang und erreichen schließlich eine Höhle mit einer Luftblase. Mia hört in der Nähe plötzlich Musik. Da die Sauerstoffflaschen nur noch etwa zu 20 % gefüllt sind, taucht Mia allein durch eine Spalte. Im Nebenraum arbeitet Carl zu den lauten Klängen von The Look. Er wird vom Hai getötet, und Mia findet seine Leiche. Grant kommt hinzu und rettet seine Tochter. Gemeinsam mit den anderen Mädchen fliehen sie weiter vor dem Hai, den sie mit rotem Licht und einem Piepton ablenken. Die Gruppe taucht an einer Lichtung auf und fühlt sich der Rettung nahe, weil sie über einen Seilzug hochklettern können. Alexa klettert als Erste hoch, doch dann kommen zwei Haie. Nicole springt in Panik mit an das Seil, das unter der Doppelbelastung abreißt. Nicole wird von zwei Haien verschlungen. Grant versucht den verbliebenen Mädchen gerade zu erklären, dass es unter Wasser einen anderen Ausgang zum Ozean gibt, als auch er vom Hai getötet wird.
Voller Panik schwimmen Mia, Sasha und Alexa weiter durch die Höhlen. Sie geraten dabei in eine starke Strömung. Sasha wird nach unten gezogen und somit von den anderen beiden getrennt. Alexa und Mia gelangen entlang der Felswände zu einem Ausgang. Dort wartet jedoch der nächste Hai. Dieser greift Alexa an, die sich durch das Ablegen der Sauerstoffflasche befreien kann, aber dann ertrinkt. Mia zieht es ebenfalls nach unten, wo sie die noch lebende Sasha findet. Gemeinsam kommen die Stiefschwestern zu einer Spalte, die sie zum Ozean führt. Um dort durchzukommen und vor den Haien zu fliehen, müssen sie die ohnehin leeren Sauerstoffflaschen abstreifen.
An der Wasseroberfläche entdecken sie ein Schiff. Als sie dorthin schwimmen, stellen sie allerdings fest, dass es das Schiff zur Hai-Beobachtung ist, mit dem sie anfangs nicht fahren wollten. Ein Mann mit Kopfhörern, der ihre Hilferufe nicht hört, wirft gerade Köder für die Haie ins Wasser. Erst als sie an die Scheiben an der Unterseite des Schiffes tauchen, werden die Fahrgäste auf sie aufmerksam. Mia gelangt an Bord. Doch als sie sieht, dass Sasha von einem Hai gepackt wird, springt sie zurück ins Meer und greift das Tier mit einer Signalpistole an. Sasha wird gerettet, aber nun wird Mia von einem Hai angegriffen. Sie befreit sich, in dem sie mit dem Haizahn, den Grant ihr geschenkt hat, auf das Tier einsticht. Schließlich kommt sie auch auf das Schiff, wo Catherine das Geschehen schockiert beobachtet.

## Rezeption

### Kritiken
Die Website Rotten Tomatoes sah rund 45 Prozent von 89 Kritiken zum Film als positiv an (Stand 4. Juli 2021).
Die Kritik des Filmdienstes sieht eine „subjektive Involvierung des Betrachters ins aufpeitschende Geschehen, mit vielen hektischen, unübersichtlichen Momenten, die kaum Orientierung bieten. So entsteht zwar eine Tour de Force für die Sinne, bei der die Figuren aber als Typen gezeichnet sind und kaum zur Identifikation einladen.“
Patrick Seyboth kommt in seiner Kritik bei epd Film ebenfalls zu einem zwiespältigen Fazit: „So manche Unwahrscheinlichkeit wäre zu verschmerzen – dank der guten visuellen Gestaltung, ein paar gelungenen Schockmomenten sowie dem bisweilen aufblitzenden sehr grimmigen und dabei angenehm selbstironischen Humor. [Allerdings] diskutieren die Mädchen ihre Situation mit enervierender Redundanz, trotz klobiger Tauchermaske und knapper Luftreserven. Das erzeugt auf Dauer eine andere Art von Komik. Hinzu kommt die Stereotypie von Figuren und Rahmenkonflikten. Wenigstens erfrischt dieser weitgehend unbefriedigende Tauchtrip am Ende mit einem ziemlich grotesken Finale.“

### Einspielergebnis
Bei einem Budget von rund 12 Millionen US-Dollar spielte der Film weltweit rund 46,8 Millionen US-Dollar ein.

## Synchronisation
Die deutschsprachige Synchronisation entstand bei der Interopa in Berlin nach einem Dialogbuch von Sven Hasper, der auch die Dialogregie übernahm.
| Darsteller       | Deutsche Synchronstimme | Rolle     |
| ---------------- | ----------------------- | --------- |
| Sophie Nélisse   | Lena Schmidtke          | Mia       |
| Corinne Foxx     | Alice Bauer             | Sasha     |
| Brianne Tju      | Victoria Frenz          | Alexa     |
| Sistine Stallone | Sophie Lechtenbrink     | Nicole    |
| Brec Bassinger   | Lisa May-Mitsching      | Catherine |
| John Corbett     | Tom Vogt                | Grant     |
| Nia Long         | Melanie Pukaß           | Jennifer  |
| Axel Mansilla    | Kaze Uzumaki            | Chum Man  |